# Zoe (imię)
Zoe, Zoja – imię żeńskie pochodzenia greckiego, oznaczające „życie” (gr. Ζωή). W postaci Zoja (ros. Зоя) imię to występuje przede wszystkim w krajach wschodnioeuropejskich.

## Zoeimieninyobchodzi
- 16 lutego – w dzień wspomnienia św. Zoe i Teodula[2],
- 2 maja – jako wspomnienie św. Zoe z Attali w Pamfilii,
- 5 lipca – jako wspomnienie św. Zoe, męczennicy rzymskiej[3].

## Kobiety o imieniu Zoe
- Zoe z Rzymu (†286) – męczennica wczesnochrześcijańska,
- Zoe – cesarzowa bizantyńska 1028–1050,
- Zoe Akins – amerykańska dramatopisarka,
- Zoë Belkin – kanadyjska aktorka,
- Zoë Bell – nowozelandzka aktorka i kaskaderka,
- Zoé Félix – francuska aktorka,
- Zoë Kravitz – amerykańska aktorka,
- Zoe Paleolog – wielka księżna moskiewska,
- Zoe Saldaña – amerykańska aktorka,
- Zoe Smith – brytyjska sztangistka,
- Zoë Wanamaker – amerykańska aktorka,
- Zoja Fiodorowa – radziecka aktorka filmowa,
- Zoja Kosmodiemjanska – radziecka partyzantka, Bohaterka Związku Radzieckiego (†1941),
- Zoja Rudnowa – radziecka tenisistka stołowa, dwukrotna mistrzyni świata,
- Zoja Woskriessienska – oficerka radzieckiego wywiadu i autorka książek dla dzieci,
- Zooey Deschanel – aktorka amerykańska,
- Zoe Labouré – francuska zakonnica, mistyczka i święta katolicka, w zakonie przyjęła imię Katarzyna,
- Zoja Karnauchowa – bohaterka radzieckiej miejskiej legendy znanej jako „Stanie Zoi”.